# Quatuor à cordes no 1 de d'Indy
Pour les articles homonymes, voir Quatuor à cordes no 1.
Le Quatuor à cordes no 1 en ré majeur opus 35 est le premier des trois quatuors composés par Vincent d'Indy. Commencé en 1890 et terminé l'année suivante, il est créé par son dédicataire le Quatuor Ysaÿe (Eugène Ysaÿe, Mathieu Crickboom, Van Hout, Joseph Jacob) le 24 février 1891 à Bruxelles au Salon des XX puis rejoué à la Société nationale de musique à Paris le 4 avril 1891 avec un accueil triomphal. Il s'appuie sur le principe du thème cyclique cher à César Franck.

## Structure
1. Introduction - Allegro
2. Andante (en si bémol majeur)
3. Intermède: Scherzo, « dans le sentiment d'un chant populaire »
4. Finale: Rondo-sonate

- Durée d'exécution: cinquante minutes environ

## Source
- François-René Tranchefort, Guide de la musique de chambre, Paris, Fayard, coll. « Les indispensables de la musique », 1998 (1re éd. 1989), 995 p. (ISBN 2-213-02403-0), p. 478.
- Walter Willson Cobbett (trad. de l'anglais par Marie-Stella Pâris, préf. Alain Pâris), Dictionnaire encyclopédique de la musique de chambre : A-J [« Cobbett's Cyclopedic Survey of Chamber Music »], t. 1, Paris, Robert Laffont, coll. « Bouquins », 1999 (1re éd. 1963), 1627 p. (ISBN 2-221-07847-0), p. 751.